# Status: Nežádoucí
Status: Nežádoucí (v anglickém originále Burn Notice) je americký akční a dramatický televizní seriál o muži, kterého odepsali. V USA byl vysílán v letech 2007–2013. V Česku jej zařadila do vysílání stanice Prima Cool.

## Děj
Michael je tajný agent žijící docela normální život. Jednoho dne se na misi dozví, že je na černé listině, odříznutý od financí a nikdo ho nezná. Jediný komu teď může věřit, je jeho bývalá přítelkyně Fiona Glenanne, matka Madeline Westen a bývalý přítel Sam Axe. Michael se každý den snaží pomáhat lidem, kteří jsou na tom hůře než on. Stále hledá důvod, proč ho odepsali. Když najde muže, který mu to udělal, zabijí mu ho před očima a on je znovu na začátku. Pak si ho vyhledá jedna žena z těch, kteří mohou za to, že se Michael stal nežádoucím, jménem Carla a vymění jeho život za život zabijáka Viktora. Michael se ale s Viktorem spolčí a najdou důkazy proti Carle. Doufají, že u CIA by to mohlo zapůsobit a jim pomoci z té šlamastyky. Při následné přestřelce, kdy jsou Viktor a Michael na lodi plné výbušnin, zemře Viktor a Fiona zabije Carlu. CIA pak chce znovu zaměstnat Michaela, ale ten už s vládou nechce mít nic společného.

## Obsazení
| Jeffrey Donovan | Michael Westen                    |
| Gabrielle Anwar | Fiona Glenanne                    |
| Bruce Campbell  | Sam Axe                           |
| Sharon Gless    | Madeline Westen, Michaelova matka |

V seriálu dále hrají Ray Wise, David Zayas, Seth Peterson, Paul Tei, Lucy Lawless, Mark Pellegrino, Tricia Helfer, Kelvin Yu, Antoni Corone, Richard Schiff, Maya Stange, Nicholle Tom, Jeffrey Johnson, Bruce Blauer, Johnny Messner, Laurence Mason, Max Martini, Patrick Fischler, James C. Burns, Erick Avari, Kevin Alejandro, Jacqueline Piñol, Patrick Fabian, Michael Naughton, Assaf Cohen, Cindy Pickett, Stefen Laurantz, David Fine, Andrew Divoff, Emily Foxler, Larry Miller, Cindy Taylor, Brett Cullen, Oded Fehr, Marshall Manesh, Tim Ware, Chris Ellis, Basil Wallace, Moon Bloodgood, Audrey Landers, Carlos Bernard, Jay Karnes, Rodney Rowland, Debi Mazar, Holt McCallany.